# Tanumshede
Tanumshede és una localitat i cap del municipi de Tanum al comtat de Västra Götaland, Suècia de 1.697 habitants el 2010.

## Gravats rupestres
Els gravats rupestres de Tanum es troben a la costa occidental de Suècia, aproximadament a la mateixa distància d'Oslo i de Göteborg, a uns 150 quilòmetres al nord de Göteborg, a la província històrica de Bohuslän, municipi de Tanum: la principal localitat és Tanumshede. Són els més famosos gravats rupestres de Suècia. El lloc està inscrit en la llista del Patrimoni mundial de la UNESCO des de 1994.
Els gravats, realitzats sobre lloses rocoses, es refereixen més aviat a la vida dels agricultors i daten de l'edat del bronze. A Alemanya (Schleswig-Holstein i Baixa Saxònia) són presents les cúpules, imatges de mans o peus, imatges del sol i de figures humanes. Els gravats són molt més nombrosos a Suècia, en particular a Bohuslän, Östergötland i Uppland. A Bohuslän al voltant de 1.200 roques planes tenen figures.